# Michel Ier d'Alexandrie (Melchite)
Pour les articles homonymes, voir Michel Ier.
Michel Ier d'Alexandrie est un  patriarche melkite d'Alexandrie  de 860 à 870.

## Contexte
Selon L'Art de vérifier les dates il accède au patriarcat à la mort de Sophrone Ier. En 869, il envoie son archidiacre Joseph à Constantinople au 8e concile général dont il approuve les actes. Il meurt avant 871.